# Magmatsko ognjišče
Magmatsko ognjišče je velik bazen tekočih kamnin pod površjem Zemlje.  Staljene kamnine ali magma je v takšnem prostoru pod velikim pritiskom in, če je dovolj časa, lahko tlak postopoma zlomi kamnino okoli njega, da se magma začne premikati navzgor. Če najde pot do površine, bo rezultat vulkanski izbruh; posledično je veliko vulkanov nad magmatskimi ognjišči. Te je težko zaznati globoko znotraj Zemlje, zato je večina znanih blizu površine, običajno med 1 km in 10 km navzdol.

## Značilnost magmatskega ognjišča
Magmatsko ognjišče predstavlja regionalno anomalijo v strukturi Zemljine notranjosti, vendar je tudi vir številnih kamnin. Lahko jih čutimo skozi tektonsko dejavnost in vulkansko aktivnost.  Če karkoli, jih je mogoče zaznati predvsem s pomočjo geofizike, na primer z metodami seizmologije - zato ker potresni valovi zavirajo prehod tekočinskih zbiralnikov  - ali z gravimetrično meritvijo anomalij gravitacije.
Temperatura magme v teh komorah je med 1500 ° C in 900 ° C, delno nižja. 

## Frakcionirana kristalizacija
Zgodaj v frakcionirani kristalizaciji v talinah nekaterih mineralov lahko izločanje in odstranjevanje izkristaljenih mineralov iz taline praviloma spremeni prvotno sestavo magme, npr. kromit. Če imajo ti minerali  specifična težo večjo od preostale taline, se potopijo na dno magmatskega ognjišča, kjer se lahko kopičijo, da tvorijo mineralne usedline, kot so na primer ortomagmatske usedline, tukaj govorimo o frakcionirani kristalizaciji. 

## Dvig magme

### Vdor deformacije
Iz teh prostorov, ki so globoko med nekaj kilometri in nekaj deset kilometri, lahko magma prodre vzdolž razpok in območij šibkosti ali skozi prehode in ob počasnem strjevanju oblikuje vključke kamnine s kristali različnih velikosti. V povezavi s to magmo, ki se strdi v prehodih, govorimo tudi o  intruziji ali - v zvezi z velikimi akumulacijami, kot so strjeni rezervoarji magme - intruzijski komori. 
Dejanski vzorec takšnega ognjišča je bil in je intruzija Skaergaarda. Conska intruzija je v vzhodni Grenlandiji, ki je bila nekoč nad otoško vročo točko. Različne faze kristalizacije lahko razumemo na treh različnih področjih. Ker se je intruzija malo spremenila, lahko danes vidimo dobro preučeno dno magmatskega ognjišča s kamnino, ki je posledica frakcionirane kristalizacije. 

### Vulkanski izbruh
Če staljena kamnina iz magmatskega ognjišča prodre na zemeljsko površino, ker je pritisk v komori večji od moči zgornje kamnine, gre za pojav vulkanizma oziroma vulkanskega izbruha različnih oblik.
Oblike kraterjev, ki nastanejo ob zrušitvi skorje površinske magme, se imenujejo kaldera.

## Coniranje magmatskih ognjišč
Sklicevanje na reologijo (veda o trajnih ali začasnih deformacijah kamnin pri nateznih, tlačnih in strižnih napetostih, trajanju napetosti in vplivu temperature), da glede na stopnjo viskoznosti posameznih mineralov lahko magmatska ognjišča razdelimo na različna območja, odvisno od temperature, vsebnosti kristalov in viskoznosti. Tukaj deluje frakcionirana kristalizacija. Najprej je bilo predpostavljeno, da se težke kovine potapljajo. Vendar pa je bilo to omejeno z nedavnimi raziskavami, tako da se lahko pod določenimi pogoji domneva konvekcijski tok v magmi. Nanaša se na visoko diferencirane magme, v katerih je, zlasti na stranskih stenah ognjišča, zelo diferencirana talina. Taljenje z višjo vsebnostjo kristalov, narašča zaradi manjše gostote. 
Nad vsemi piroklastičnim materialom, ki kažejo jasno razslojenost - pogosto že prepoznavno po različnih barvah kamnine - dokazujejo tudi stratifikacije v magmatskem ognjišču. Kjer na vrh pridejo bolj visoko diferencirani materiali, kot so spodnji rioliti in fonoliti in manj razviti, kot so bazalti. Primeri vključujejo ignimbrite iz gorovja Mazama (kratersko jezero) ali vulkan Laacher See.

## Dodatni primeri

### Srednjeoceanski hrbet
Več tisoč magmatskih ognjišč naj bi bilo pod srednjeoceanskimi hrbti - To še posebej dokazuje najdba gabra iz globin - vendar je njihovo raziskovanje težko. V poznih 1990-ih so med drugim z raziskavami o morju iz Južne Amerike našli nekaj podrobnosti. 
Tukaj gre v kraje z visoko stopnjo širjenja (pri Nazci 15 cm na leto) podolgovatega talilnega območja ob hrbtu, na katerem počiva cona kristalne mase, nad območjem z majhnimi magmatskimi žepi. Izbruhi se sprožijo s premiki plošč in proizvajajo bogate s Fe, nizke viskoznosti lave in tefre.
Na območjih s srednjo hitrostjo premikanja se predvidevajo majhne, izolirane skleninaste leče, na primer na konici divergentnih raztrganih območij, kjer se diferenciacija vedno bolj razvija.
Če je stopnja širjenja nizka in je zaloga magme nizka, se verjetno ne bo pojavilo magmatsko ognjišče. 
Islandija se izkaže kot poseben primer, saj je stopnja širjenja precej nizka (približno 18 mm na leto), na drugi strani pa je visoka stopnja proizvodnje magme in stopnja izbruha, verjetno zaradi vroče točke pod otokom. Seizmične meritve kažejo na površino v bližini akumulacij magme, ki je na globini 10-15 km pod islandskimi vulkanskimi območji. Magmatska ognjišča so bila zaznana pod osrednjimi vulkani v še bližji površini, na primer pod Kraflo v globini približno 3-7 km. Med serijo Heimaeyjevih izbruhov v 1970-ih so se pod vulkanom Eldfell odkrili premiki magme na globini 15-25 km. 
Zaradi stopnje kristalizacije izmetanih kamnin obstaja verjetnost, da bodo nekatera območja  magme obstajala pod centralnimi vulkani na Islandiji. Tu so oblikovani prvi individualni kanali, kasneje roji kanalov ali silov (vrinkov med vzporednimi plastmi). Potem je pričakovati stiskanje teh rojev in vdorov, dokler se končno v globini 3 do 8 km ne ustvari magmatsko ognjišče. Lečaste oblike takšnih ognjišč so verjetno prisotne pod Kraflo, Grímsvötnom in Heklo. Pričakuje se, da bo njihov volumen 10-100 km 3. Med dviganjem ali prodiranjem sveže bazaltne magme iz plašča se lahko magma zelo hitro premakne iz te globine na površje in izbruhne. 

### Havaji
Havajski vulkani so bili relativno dobro raziskani.
Pod Kilaueo, na primer, najdemo strukturo stebrne magme, ki je približno 2 do 6 km pod vrhom, z eliptičnim prerezom in ocenjenim volumnom 5-10 km3. Napajalni sistem je verjetno sestavljen iz številnih vej in silov, skupaj za zelo konstanten pretok 3 m 3 / sek pred letom 2000. Raziskava starejših magm, ki so bile izločene po dolgotrajnih izbruhih, je prav tako dokazala večjo diferenciacijo. 
V astenosferi se magma pod Kilaueo verjetno dvigne v obliki diapirjev. Magma bazalta se zdi, da prehaja neposredno iz plašča na površino, medtem ko je toleitni bazalt podvržen različnim fazam. Najprej se na globini 60-80 km oblikujejo školjke staljenega plašča okoli olivinskega in piroksenskega kristala. Te se po nekaj časa oblikujejo v majhne žepke z magmo, hkrati se poveča volumen in zmanjša gostota. Ti procesi potisnejo magmo navzgor. To pa se začasno ustavi na meji astenosfere in litosfere. 
Kasneje se magma, ki se še naprej topi zaradi izgube gostote, dvigne skozi razpoke in prehode, slednji zaradi teže odporne zgradbe vulkana. Vendar pa to ni stalen proces, temveč se dogaja v sunkih, z uporabljenimi razpokami znova zapira kot nove odpira, kar bi pojasnilo stalno potresno dejavnost med številnimi kalderami. Med vzponom se gostota še naprej zmanjšuje in šele, ko je enaka ali višja od gostote okoliške kamnine, se lahko oblikuje večji žep v obliki magme. Njihova streha je približno 3 km oddaljena od vrha Kilauee, globina dna je približno 6 do 8 km, širina 3 km. Poleg tega je olivin verjetno na višjih legah, kar bi zagotovilo hitro naraščanje magme. Ko je magmatsko ognjišče napolnjeno, kot kažejo tako imenovani merilniki nagiba, se oblikujejo vertikalni in / ali horizontalni koridorji, ki jim pogosto sledi vršni ali bočni izbruh, toda tudi tukaj se večina magme strdi kot intruzija.